# Île d'Urville (Nouvelle-Zélande)
Pour les articles homonymes, voir Île d'Urville (homonymie).
L'île d'Urville, en maori de Nouvelle-Zélande Rangitoto ki te Tonga, est une île située au nord des Marlborough Sounds, sur la côte nord de l'île du Sud de la Nouvelle-Zélande. 

## Toponymie
L'île fut nommée en honneur de l'explorateur français Jules Dumont d'Urville. Son nom maori est Rangitoto Ki Te Tonga ; les iwi locales sont Ngati Koata et Ngāti Kuia.

## Géographie
S'étendant sur environ 150 km2, elle est la huitième île du pays par la taille. Sa longue côte accidentée et à multiples petites baies a servi de refuge pour les premiers explorateurs de la Nouvelle-Zélande. Longue de trente-trois kilomètres, elle est large de dix au maximum. Elle est très accidentée, son point culminant, le Takapōtaka ou Attempt Hill s'élevant à 729 mètres d'altitude.
L'île est séparée de l'île du Sud par la French Pass (appelé Te Aumiti par les Maori), passage dangereux où l'eau déferle jusqu'à huit nœuds (soit quatorze km/h) lors des marées, provoquant plusieurs tourbillons dans le passage. L'explorateur d'Urville a endommagé son navire en l'explorant en 1827.

## Bathygraphie
En 2015, l'autorité unitaire de Marlborough charge le NIWA (en) d'un travail de cartographie marine de six mille hectares de fonds situés au nord-ouest de l'île, afin de mieux y appréhender la vie marine,.